# Flächenrecycling
Flächenrecycling ist die nutzungsbezogene Wiedereingliederung solcher Grundstücke in den Wirtschafts- und Naturkreislauf, die ihre bisherige Funktion und Nutzung verloren haben – wie stillgelegte Industrie- oder Gewerbebetriebe, Militärliegenschaften, Verkehrsflächen u. ä. – mittels planerischer, umwelttechnischer und wirtschaftspolitischer Maßnahmen.

## Merkmale
Flächenrecycling befasst sich mit der Wiedereingliederung nicht mehr genutzter Flächen in den Wirtschaftskreislauf. Zur Vorbereitung auf die neue Nutzung wird hierbei:
1. technisch die Fläche aufbereitet (Rückbau von Anlagen und Gebäuden, Baugrundaufbereitung, Sicherung oder Dekontamination von Altlasten usw.)
2. rechtlich für die Fläche neues Baurecht geschaffen (z. B. Bebauungsplan),
3. wirtschaftlich das Potential der Fläche und die Nutzungsvorstellung des Investors aneinander angeglichen.

Zielsetzung des Flächenrecycling ist es, den volkswirtschaftlichen Schaden zu reduzieren, den eine nicht genutzte, brachliegende Fläche verursacht, da der Besitzer der Brachfläche sich nicht an den laufenden Kosten für die Bereitstellung der Infrastruktur (Gas, Wasser, Abwasser, Straße usw.) beteiligt. Diese Kosten werden auf die Besitzer der umliegenden Grundstücke verteilt. Gleichzeitig senkt das Flächenrecycling die Inanspruchnahme von Flächen im Außenbereich von Siedlungen, es minimiert das „Bauen auf der grünen Wiese“ im Sinne der Nachhaltigkeit. Es ist damit ein wichtiges Instrument der Stadtplanung und des Stadtumbaus.
Das Flächenrecycling ist speziell auf eine (neue) Folgenutzung eines Areals ausgerichtet, das aus einem oder mehreren räumlich zusammenhängenden Flurstücken besteht. Die grundstücksbezogenen Aufwendungen zur baureifen Herrichtung eines Grundstücks stellen einen wesentlichen Anteil an der Gesamtkalkulation einer Immobiliennutzung dar.
Die Förderung des Flächenrecycling mit öffentlichen Geldern ist gerechtfertigt, wenn die Entwicklung einer Fläche für eine neue Nutzung das urbane Umfeld aufwertet, also die Allgemeinheit einen Nutzen daraus zieht. Die öffentliche Förderung ist oft dann notwendig, wenn die Aufwendungen für das Flächenrecycling einer urbanen „Schlüsselfläche“ den Grundstückswert übersteigen.